# Luci Valeri Tapó
Luci Valeri Tapó (en llatí Lucius Valerius Tappo) va ser un magistrat romà del segle ii aC. Formava part de la gens Valèria. Probablement era germà de Gai Valeri Tapó.
Va ser pretor l'any 192 aC i tot seguit va obtenir el govern de la província de Sicília. Després, l'any 190 aC, va ser un dels Triumviri coloniae deducendae nomenats per l'establiment de nous colons a Placentia i a Cremona.